# ماهی‌خورک کوتوله خاوری
 ماهی‌خورک کوتوله خاوری (نام علمی: Ceyx erithacus) نام یک گونه از سرده ماهی‌خورک‌های کوتوله است.
طول این پرندگان فوق العاده زیبا تا ۱۳ سانتیمتر نیز میرسد زیستگاه این پرندگان در آسیای جنوب شرقی و هند و در نزدیکی رودخانه ها و مناطق جنگلی میباشد غذای این جانداران اغلب از حشرات , حلزون و همچنین مارمولک های کوچک، قورباغه ها، و خرچنگ ها تشکیل میشود لانه های انها به صورت تونل های یک متری یا بیشتر در کناره های رودخانه ها ساخته میشود این پرندگان برای ساخت لانه های خود به همراه جفتشان تا یک هفته وقت صرف میکنند!